# Miss Maine USA

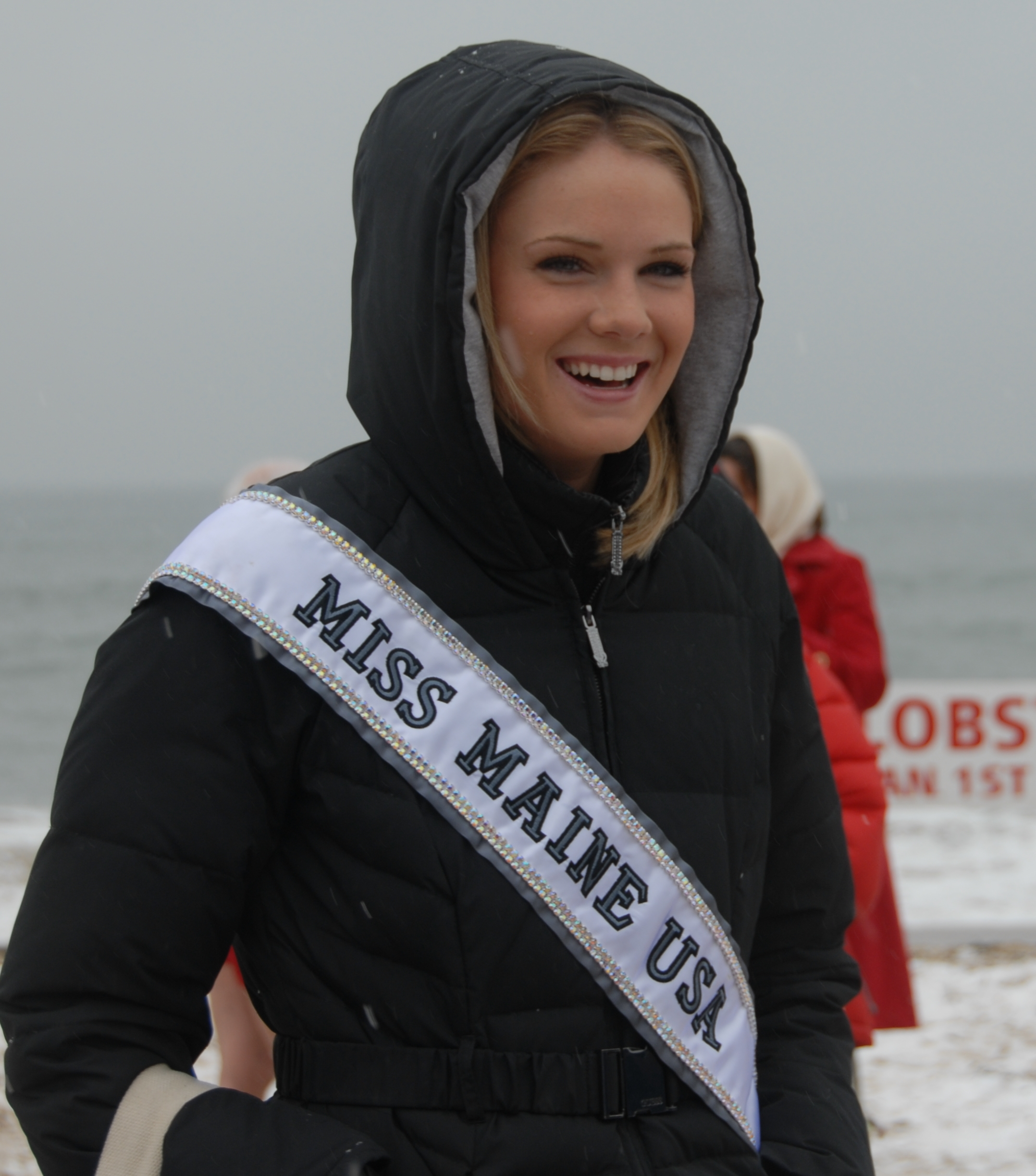
Katie Whittier, Miss Maine USA 2010

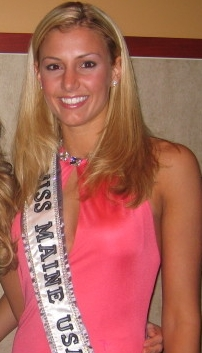
Katee Stearns, Miss Maine USA 2006

A competição de Miss Maine USA é o concurso de beleza destinado a eleger a representante do Estado do Maine para o concurso Miss USA. Desde 2007, o certame é dirigido por Mackenzie Davis, Miss Maine USA 2004.
O Maine é um dos Estados menos bem-sucedidos no Miss USA, com apenas seis classificações até 2010. Em 2006, Katee Stearns ficou entre as semi-finalistas, se tornando a quinta mulher do Estado a se classificar no certame e a primeira a fazê-lo desde 1977. Em 2010, Katie Whittier se tornou a primeira representante do Maine a ficar entre as cinco finalistas, ficando em quinto lugar.
Três misses Maine USA foram ex-misses Maine Teen USA, que competiram no Miss Teen USA. Uma também competiu no Miss América.

## Sumário de resultados

### Classificações
- 5ª colocada: Katie Whittier (2010)
- Top 8: Ashley Lynn Marble (2011)
- Top 10: Marina Gray (2018)
- Top 15: Jackie Lee (1953), Carolyn Komant (1959), Margaret McAleer (1970), Tina Ann Brown (1977), Katee Stearns (2006)
- Top 16: Rani Williamson (2012)

## Vencedoras
| Ano  | Nome                  | Cidade         | Idade1 | Classificação no Miss USA | Premiações Especiais no Miss USA | Notas |
| ---- | --------------------- | -------------- | ------ | ------------------------- | -------------------------------- | --- |
| 2020 | Julia van Steenberghe | Old Town       | 21     |                           |                                  | |
| 2019 | Lexie Elston          | Windham        | 23     |                           |                                  | |
| 2018 | Marina Gray           | Portland       | 22     | Top 10                    |                                  | |
| 2017 | Brooke Harris         | Lee            | 26     |                           |                                  | |
| 2016 | Marisa Butler         | Portland       | 21     |                           |                                  | |
| 2015 | Heather Elwell        | West Bath      | 26     |                           |                                  | |
| 2014 | Samantha Dahlborg     | Gorham         | 20     |                           |                                  | |
| 2013 | Ali Clair             | South China    | 24     |                           |                                  | |
| 2012 | Rani Williamson       | Portland       | 25     | Top 16                    |                                  | |
| 2011 | Ashley Marble         |                | 26     | Top 8                     |                                  | Anteriormente Miss Maine Teen USA 2000                                                                                            |
| 2011 | Emily Johnson         | South Portland | 22     |                           |                                  | Devolveu a coroa por causa de uma questão familiar em 25 de janeiro de 2011.                                                      |
| 2010 | Katie Whittier        | New Gloucester | 26     | 5ª colocada               |                                  | |
| 2009 | Ashley Underwood      | Benton         | 24     |                           |                                  | |
| 2008 | Kaetlin Parent        | Van Buren      | 20     |                           |                                  | Anteriormente Miss Maine Teen USA 2005; atual integrante da equipe de produção dos concursos Miss Maine USA e Miss Maine Teen USA |
| 2007 | Erin Good             | Fairfield      | 22     |                           |                                  | Atual integrante da equipe de produção dos concursos Miss Maine USA e Miss Maine Teen USA                                         |
| 2006 | Katee Stearns         | Orono          | 19     | Semi-finalista            |                                  | Anteriormente Maine's Junior Miss 2004; atual integrante da equipe de produção dos concursos Miss Maine USA e Miss Maine Teen USA |
| 2005 | Erica Marie Commeau   | Brewer         | 20     |                           |                                  | |
| 2004 | Mackenzie Davis       |                | 24     |                           |                                  | Atual diretora dos concursos Miss Maine USA e Miss Maine Teen USA                                                                 |
| 2003 | Lacey Lee Hutchinson  |                | 23     |                           |                                  | |
| 2002 | Su-Ying Leung         |                |        |                           |                                  | |
| 2001 | Melissa Bard          |                |        |                           |                                  | Atual integrante da equipe de produção dos concursos Miss Maine USA e Miss Maine Teen USA sob o nome de casada, Melissa Brenner   |
| 2000 | Jennifer Lyn Hunt     |                |        |                           |                                  | Anteriormente Miss Maine Teen USA 1994                                                                                            |
| 1999 | Heather Coutts        |                |        |                           |                                  | Mais tarde Mrs. Maine America 2006 sob o nome de casada, Heather Clark.                                                           |
| 1998 | Kathy Morse           |                |        |                           |                                  | |
| 1997 | Stephanie Worcester   | Winthrop       | 20     |                           |                                  | |
| 1996 | Julann Vadnais        |                | 23     |                           |                                  | |
| 1995 | Kerri Malinowski      |                |        |                           |                                  | Anteriormente Miss Maine Teen USA 1991                                                                                            |
| 1994 | Colleen Brink         |                |        |                           |                                  | |
| 1993 | Jodi Cutting          | Waterville     |        |                           |                                  | |
| 1992 | Linda Marie Kiene     |                |        |                           |                                  | Anteriormente Miss Maine Teen USA 1986                                                                                            |
| 1991 | Melissa Oliver        |                |        |                           |                                  | |
| 1990 | Leigh Bubar           |                |        |                           |                                  | |
| 1989 | Kirsten Blakemore     |                |        |                           |                                  | |
| 1988 | Suzanne Grenier       |                |        |                           |                                  | |
| 1987 | Ginger Kilgore        | South Portland |        |                           |                                  | |
| 1986 | Annie Lewis           | Portland       |        |                           |                                  | |
| 1985 | Tracie Samara         | Portland       |        |                           |                                  | |
| 1984 | Vickie Lynn Gay       | Portland       |        |                           |                                  | |
| 1983 | Rosemarie Hemond      | Minot          |        |                           |                                  | |
| 1982 | Theresa Cloutier      | South Portland |        |                           |                                  | |
| 1981 | Judy Lynn Footer      | Bath           |        |                           |                                  | |
| 1980 | Victoria Elias        | Benton         |        |                           |                                  | |
| 1979 | Valerie Crooker       | Brunswick      |        |                           |                                  | Mais tarde Miss Maine 1980 |
| 1978 | Catherine Ledue       |                |        |                           |                                  | |
| 1977 | Tina Ann Brown        | Portland       | 21     | Semi-finalista            |                                  | |
| 1976 | Dawn St.Clair         |                |        |                           |                                  | |
| 1975 | Denise Sue Hill       |                |        |                           |                                  | |
| 1974 | Rebecca Ruth Titcomb  | Perry          | 19     |                           |                                  | |
| 1973 | Brenda Davis          |                |        |                           |                                  | |
| 1972 | Cynthia Luce          |                |        |                           |                                  | |
| 1971 | Ruth McCleery         |                |        |                           |                                  | |
| 1970 | Margaret McAleer      | Waterville     |        | Semi-finalista            |                                  | representou o Maine no Miss World USA 1970, mas não se classificou                                                                |
| 1969 | Elian Bolduc          |                |        |                           |                                  | |
| 1968 | Cheryl Campbell       |                |        |                           |                                  | |
| 1967 | Marlow Williams       |                |        |                           |                                  | |
| 1966 | Terry Jane Bowden     |                |        |                           |                                  | |
| 1965 | Georgia Wilson        |                |        |                           |                                  | |
| 1964 | Corneille Edwards     |                |        |                           |                                  | |
| 1963 | Flora Parker          |                |        |                           |                                  | |
| 1962 | Carmen Towle          |                |        |                           |                                  | |
| 1961 | Barbara Ann Dyer      |                |        |                           |                                  | |
| 1960 | Terry Tripp           |                |        |                           |                                  | |
| 1959 | Carolyn Komant        |                |        | Semi-finalista            |                                  | |
| 1958 | Karen Louise Hanson   |                |        |                           |                                  | |
| 1957 | Carol Ann Bartels     |                |        |                           |                                  | |
| 1956 | Não competiu          |                |        |                           |                                  | |
| 1955 | Não competiu          |                |        |                           |                                  | |
| 1954 | Não competiu          |                |        |                           |                                  | |
| 1953 | Jackie Lee            |                |        | Semi-finalista            |                                  | |
| 1952 | Jean Marie Lemire     |                |        |                           |                                  | |

1 Idade à época do concurso Miss USA